# Svelte
Svelte是一个由Rich Harris创建的开放源代码的前端编译器，由志願者维护。与传统框架（如React和Vue）在浏览器中进行大量处理的方式不同，Svelte将这些工作提前到编译阶段处理。构建一个Svelte應用程式会生成操作文档对象模型（DOM）的代码，Svelte借此可以减少传输的文件的大小，并提供更好的启动和运行时性能。Svelte有由TypeScript编写的编译器，用于在构建时将应用代码转换为客户端的JavaScript。
Svelte的源代码採用MIT许可證，托管在GitHub上。
2023年6月，Svelte 4发布，软件包大小减小了75％，生成更小、更快的脱水代码，并为Svelte 5的更新打下了基础。

## 示例
Svelte應用和組件由 .svelte 文件定義。這是一种添加了類似于JSX的模板語法的HTML文件。Svelte使用 $: 語法來標記響應式的組件。顶層的变量是组件的状态，导出的变量成为组件接收的属性。
```
<script>
    let count = 1;
    $: doubled = count * 2;
</script>

<p>{count} * 2 = {doubled}</p>

<button on:click={() => count = count + 1}>Count</button>
```